# آرات‌لی جروغ‌لو
آرات‌لی جروغ‌لو (به لاتین: Aratlı-Curuğlu، تا ۲۹ دسامبر ۱۹۹۲ ایکینجی آرات‌کند İkinci Aratkənd) یک منطقه مسکونی در جمهوری آذربایجان است که در شهرستان آق‌سو واقع شده است. این روستا ۵۵۶ نفر جمعیت دارد.